# Auditori alle Sentenze
Nell'antica Repubblica di Venezia, gli Auditori alle Sentenze erano una magistratura giudiziaria di istanza intermedia che anticipava per le cause civili l'ultimo grado, rappresentato dal Supremo Tribunale della Quarantia. Gli auditori, dopo aver giudicato sul caso, fungevano, infatti, in caso di ulteriore appello, da pubblica accusa di fronte alla Quarantia.

## Auditori Vecchi, Nuovi e Nuovissimi
Nel tempo questa magistratura, come già il tribunale supremo della Quarantia, si scisse in tre rami per meglio affrontare la crescente mole di lavoro provocata dalla rapida espansione territoriale dello Stato veneziano nel corso del Quattrocento. Si vennero ad avere così:

### Auditori vecchi alle Sentenze
Gli auditori poi detti Vecchi erano l'originale magistratura, istituita attorno al 1264 (o forse più tardi, nel XIV secolo), cui poi solo in seguito furono affiancati i Nuovi e i Nuovissimi. Si componevano di tre membri giudicanti sulle appellazioni civili dei magistrati di Venezia, del Dogado e dello Stato da Mar. Erano anche noti come Avogadori Civili. Per le cause più piccole essi operavano come giudici di ultima istanza, mentre per le altre cause essi giudicavano con sentenze dette di intercessione o di intromissione prima che il caso passasse all'ultimo giudizio della Quarantia Civil Vecchia.

### Auditori novi alle Sentenze
Istituiti nel 1410, operavano come gli auditori vecchi, ma con competenza relativa alle nuove conquiste dei Domini di Terraferma. L'ultima istanza ai loro giudizi era riservata alla Quarantia Civil Nova. Sino al XVI secolo ebbero anche il compito di compiere visite annuali nei territori di loro giurisdizione per trattare gli appelli di loro competenza prima che questi giungessero in appello a Venezia. Gli Auditori Novi fungevano da supplenti per i Vecchi in caso di impedimento.

### Auditori novissimi alle Sentenze
Vennero istituiti nel 1492 per supportare l'attività degli Auditori Novi, trattando le cause di piccolo valore in un tempo massimo di otto mesi.
Gli Auditori Novissimi fungevano da supplenti per i Novi in caso di impedimento.